# آتشفشان سان میگل
آتشفشان سان میگل (به اسپانیایی: Volcán de San Miguel) که در زبان محلی چاپاراستیکه نامیده می‌شود آتشفشانی چینه‌ای به ارتفاع ۲۱۳۰ متر واقع در ال سالوادور در آمریکای مرکزی و یکی از فعالترین آتشفشان‌ها در این کشور است. 

## مشخصات
سان میگل آتشفشانی مخروطی‌شکل و متقارن است که در جنوب غربی شهر سان میگل و در فاصلهٔ تقریباً ۱۵ کیلومتری از آن در نیمهٔ شرقی ال سالوادور واقع شده است. دامنه‌های این آتشفشان پوشیده از مزارع قهوه است که در تضاد با قلهٔ عاری از پوشش گیاهی آن قرار دارد. دهانه‌ای آتشفشانی که بر اثر فوران‌های تاریخی مرتباً تغییر شکل یافته است بر فراز قلهٔ این آتشفشان بازالتی-آندزیتی دیده می‌شود.  این دهانه قطری نزدیک به ۱ کیلومتر دارد. 
سان میگل یکی از فعالترین آتشفشان‌های السالوادور است و فوران‌های آن از اوایل سدهٔ شانزدهم میلادی به ثبت رسیده است. این آتشفشان در طول سده‌های هفدهم و نوزدهم نیز چنیدین بار فوران کرده است و در جدیدترین فعالیت‌هایش فوران‌های کوچک خاکستر داشته است. سان میگل آخرین بار در سال ۲۰۰۲ فوران کرده است.